# Lubelskie Perła Polski
Lubelskie Perła Polski (Kod UCI: LPP) – polska profesjonalna grupa kolarska utworzona w 2023. Od 2024 należy do dywizji UCI Continental Teams.

## Nazwa grupy w poszczególnych latach
| lata    | nazwa                  |
| ------- | ---------------------- |
| od 2023 | Lubelskie Perła Polski |

## Obecny skład (2024)
| Skład drużyny 2024           | Skład drużyny 2024   | Skład drużyny 2024 | Skład drużyny 2024              |
| Imię i nazwisko              | Data urodzenia       | Państwo            | Poprzednia grupa                |
| ---------------------------- | -------------------- | ------------------ | ------------------------------- |
| Patryk Gieracki              | 8 stycznia 1999      | Polska             | LUKS Trójka Piaseczno (2023)    |
| Adam Kuś                     | 2 lutego 1999        | Polska             | Philippe Wagner Cycling (2023)  |
| Kacper Majewski              | 24 czerwca 2002      | Polska             | Cartusia Bike Atelier (2023)    |
| Mateusz Rudyk                | 20 lipca 1995        | Polska             | ALKS Stal Grudziądz (2023)      |
| Paweł Szóstka                | 9 lipca 1998         | Polska             | Santic-Wibatech (2022)          |
| Kacper Gieryk (1 lip–31 gru) | 26 marca 2003        | Polska             | JEGG-DJR Academy (2023)         |
| Mateusz Cywiński             | 15 lutego 2003       | Polska             | Cartusia Bike Atelier (2023)    |
| Robert Kendzia               | 23 października 2003 | Polska             | TC Chrobry Scott Głogów (2022)  |
| Julian Kot                   | 17 marca 2003        | Polska             | Klub Kolarski Tarnovia (2023)   |
| Antoni Muryj                 | 2 października 2005  | Polska             | Warszawski Klub Kolarski (2023) |
| Jakub Musialik               | 6 marca 2002         | Polska             | Klub Kolarski Tarnovia (2023)   |
|                              |                      |                    |                                 |
| Źródło: ProCyclingStats      |                      |                    |                                 |